# Megachoriolaus flammatus
Megachoriolaus flammatus là một loài bọ cánh cứng trong họ Cerambycidae.